# Sarasota
Sarasota ist eine Stadt und zudem der County Seat des Sarasota County im US-Bundesstaat Florida mit 54.842 Einwohnern (Stand: 2020).

## Geographie
Sarasota liegt am südlichen Ende der Sarasota Bay (einem Teil des Golfs von Mexiko) und grenzt an die auf einer Barriereinsel vorgelagerte Stadt Longboat Key. Die Stadt befindet sich etwa 80 km südlich von Tampa und ist nach North Port die zweitgrößte Stadt der gleichnamigen Metropolregion Sarasota.

## Geschichte
Die spanische Fischer- und Händlersiedlung Zara Zota wurde 1763 gegründet; den Namen, den auch viele andere Orte in Mexiko und Lateinamerika tragen, hatte die Gegend schon 1539 von Hernando de Soto erhalten. 1819 fiel die Region an die USA, die 1840 hier ein Fort gründeten und die Seminolen in die Sümpfe vertrieben oder nach Oklahoma deportierten. Seit Ende der 1840er Jahre wanderten europäische Siedler in größerer Zahl ein, der Name der Siedlung war nun Sara Sota. Auch eine lebendige afroamerikanische Community entwickelte sich in der Zeit nach dem amerikanischen Bürgerkrieg; einer der Begründer der Stadt in ihrer heutigen Form war der ehemalige Sklave und spätere Prediger der Bethlehem Baptist Church, Lewis Colson (1844–1922).
Im Jahr 1902 wurde die Stadt Sarasota offiziell gegründet; umliegende Dörfer wurden rasch eingemeindet. 1903 erhielt die Stadt erstmals Anschluss an die Eisenbahn. Mit dem Bau der rund 112 Kilometer langen Strecke von Durant, südlich von Plant City, nach Sarasota wurde 1895 begonnen. 1910 wurde die Strecke nach Osprey und Laurel und 1927 bis nach Venice verlängert. Sarasota war einst das Ziel des Fernzuges Orange Blossom Special. Die Strecke wurde zuerst von der Seaboard Air Line Railroad, später von CSX und ab 1987 von der Seminole Gulf Railway betrieben. In den frühen 2000er Jahren wurde der Streckenabschnitt von Sarasota nach Venice stillgelegt und 2008 auf der Trasse der Legacy Trail eröffnet.
Bis in die 1950er Jahre war Sarasota ein touristisches Ziel für viele Afroamerikaner. In den letzten Jahren entwickelte sich Sarasota zur Einkaufsstadt für hochwertige Produkte und Kunsthandwerk.

## Demographische Daten
Laut der Volkszählung 2010 verteilten sich die damaligen 51.917 Einwohner auf 29.151 Haushalte. Die Bevölkerungsdichte lag bei 1345 Einw./km². 75,4 % der Bevölkerung bezeichneten sich als Weiße, 15,1 % als Afroamerikaner, 0,4 % als Indianer und 1,3 % als Asian Americans. 5,3 % gaben die Angehörigkeit zu einer anderen Ethnie und 2,3 % zu mehreren Ethnien an. 16,6 % der Bevölkerung bestand aus Hispanics oder Latinos.
Im Jahr 2010 lebten in 20,7 % aller Haushalte Kinder unter 18 Jahren sowie 36,3 % aller Haushalte Personen mit mindestens 65 Jahren. 50,0 % der Haushalte waren Familienhaushalte (bestehend aus verheirateten Paaren mit oder ohne Nachkommen bzw. einem Elternteil mit Nachkomme). Die durchschnittliche Größe eines Haushalts lag bei 2,09 Personen und die durchschnittliche Familiengröße bei 2,80 Personen.
20,0 % der Bevölkerung waren jünger als 20 Jahre, 25,0 % waren 20 bis 39 Jahre alt, 26,4 % waren 40 bis 59 Jahre alt und 28,7 % waren mindestens 60 Jahre alt. Das mittlere Alter betrug 45 Jahre. 48,6 % der Bevölkerung waren männlich und 51,4 % weiblich.
Das durchschnittliche Jahreseinkommen lag bei 41.973 $, dabei lebten 19,5 % der Bevölkerung unter der Armutsgrenze.
Im Jahr 2000 war Englisch die Muttersprache von 83,18 % der Bevölkerung, spanisch sprachen 12,06 % und 4,76 % hatten eine andere Muttersprache.

## Sehenswertes in Sarasota
Das vom Zirkusunternehmer John Ringling und seiner Frau begründete John and Mable Ringling Museum of Art repräsentiert das Staatsmuseum für Kunst in Florida. Das Ringling Museum of Art befindet sich nahe der Innenstadt Sarasotas. Es handelt sich um ein Museumskonglomerat. Das Kunstmuseum enthält mehr als 600 Gemälde, Skulpturen und dekorative Kunstobjekte. Des Weiteren gibt es ein Zirkusmuseum, die Mansion von Ca d'Zan, eines der größten Anwesen der USA und einen historischen Park mit Rosengarten.
Im Jahre 1955 wurde das Mote-Aquarium, ein Laboratorium zum Zwecke der Erforschung der Meereswelt des Golfs von Mexiko gegründet. Im Laufe der Jahre wuchs das private Forschungsinstitut zu einem weltweit anerkannten Forschungszentrum für marine Lebensformen.
240 Mitarbeiter, darunter 170 Wissenschaftler führen hier bedeutende Forschungen an Haien, Seekühen und Meeresschildkröten durch.
Sehenswert sind auch die Sarasota Jungle Gardens, wo man unzählige Arten von Papageien, Flamingos und Alligatoren bewundern kann, sowie die Marie Selby Gardens, bekannt für seine Kollektion von mehr als 6 000 Orchideen sowie 20 000 farbige Pflanzen und sieben Treibhäuser.

## Kultur
Da Sarasota eine Stadt ist, in der sich im Winter sehr viele "Snow Birds" aus den nördlicheren Bundesstaaten sowie Touristen aus aller Welt aufhalten, haben sich hier viele Kulturstätten etabliert. Zu nennen sind hier das Florida Studio Theatre, die Van Wezel Performing Arts Hall, die West Coast Black Theatre Troupe, das Asolo Repertory Theatre, das Urbanite Theatre und das Sarasota Opera House. Zu erwähnen ist auch die Selby Public Library mit einer großen Auswahl an englischsprachiger Literatur und auch vielen deutschsprachigen Büchern. Hier finden auch immer wieder kulturelle Veranstaltungen statt. Weiters aufzuführen ist auch das in Venice gelegene Venice Performing Arts Center mit kulturellen Veranstaltungen.

## Bildung
Im Sarasota County gibt es 38 öffentliche und 100 private Schulen, davon
- 94 Kindergärten/Vorschulen
- 52 Grundschulen
- 41 Mittelschulen
- 33 High Schools

Weiterführende Bildungseinrichtungen:
- Eckerd College
- Goshen College
- International College
- Keiser College
- Manatee Community College
- New College of Florida
- Ringling College of Art and Design
- University of South Florida
- Webster University Sarasota

## Wirtschaft
Ein großer Arbeitgeber Sarasotas ist der Mischkonzern Roper Technologies, der seinen Hauptsitz in der Stadt unterhält. Roper Technologies produziert unter anderem Pumpen, Industriearmaturen und Messinstrumente.

## Verkehr
Durch Sarasota führen die U.S. Highways 41 (Tamiami Trail) und 301 sowie die Florida State Roads 780 und 789. Die Interstate 75 führt nahe an Sarasota vorbei.
Die Grundlage des öffentlichen Verkehrs sind die Busse des Sarasota County Area Transit (SCAT). Unzählige Haltestellen bieten die Möglichkeit, alle Keys, Neighborhoods sowie die Innenstadt problemlos zu erkunden. Mit dem Fernbussystem Thruway Motorcoach der Bahngesellschaft Amtrak besteht eine Anbindung der Stadt nach Tampa. An der dortigen Union Station erhält man Anschluss an die Züge Silver Star und Silver Meteor. Der nächste Flughafen ist der direkt nördlich an die Stadt angrenzende Sarasota–Bradenton International Airport.

## Sport
Im Rahmen der Ruder-Weltmeisterschaften 2013 wurde durch die FISA (Weltruderverband) Sarasota für die Ruder-Weltmeisterschaften 2017 ausgesucht. Diese wurden im Benderson Park, auf einer extra dafür neu angelegten Regattastrecke ausgetragen.
Im Ed Smith Stadium absolviert das MLB-Team Baltimore Orioles ihr jährliches Frühjahrstraining.

## Kriminalität
Die Kriminalitätsrate lag im Jahr 2010 mit 489 Punkten (US-Durchschnitt: 266 Punkte) im hohen Bereich. Es gab sechs Morde, 16 Vergewaltigungen, 165 Raubüberfälle, 323 Körperverletzungen, 825 Einbrüche, 2229 Diebstähle, 134 Autodiebstähle und acht Brandstiftungen.

## Bemerkenswertes
- Zum Zeitpunkt der Terroranschläge auf das New Yorker World Trade Center am 11. September 2001 hielt sich der US-amerikanische Präsident George W. Bush in der Emma-E.-Booker-Grundschule für einen Pressetermin auf.

## Städtepartnerschaften
Partnerstädte oder -provinzen Sarasotas sind:
| - Dunfermline, Vereinigtes Königreich, seit 2002 - Hamilton (Ontario), Kanada, seit 1990 - Mérida, Yucatan, Mexiko, seit 2010 - Perpignan, Languedoc-Roussillon, Frankreich, seit 1994 - Tel Mond, Israel, seit 1999 | - Provinz Treviso, Italien, seit 2007 - Wladimir, Russland, seit 1994 - Siming Stadtbezirk von Xiamen, Volksrepublik China, seit 2006 - Santo Domingo, Dominikanische Republik, seit 1961, ruhend seit 1992 |

## Persönlichkeiten

### Söhne und Töchter der Stadt
- Stephen Root (* 1951), Schauspieler
- Rill Baxter (* 1962), Tennisspieler
- Carla Gugino (* 1971), Schauspielerin
- Tripp Schwenk (* 1971), Schwimmer
- Nik Wallenda (* 1979), Hochseilartist, Stuntman und Extremsportler
- Jes Macallan (* 1982), Schauspielerin
- Barry Hutter (* 1986), Pokerspieler
- Robert Sweeting (* 1987), Radrennfahrer
- Shanley Caswell (* 1991), Schauspielerin
- Ashley Rickards (* 1992), Schauspielerin
- Jordan Orr (* 1995), Schauspieler
- Clark Dean (* 2000), Ruderer
- Abigail Rencheli (* 2002), Tennisspielerin

### Bekannte Einwohner
- Lewis Colson (1844–1922), Mitbegründer der Stadt, afroamerikanischer Baptistenprediger
- Julio de Diego (1900–1979), spanisch-amerikanischer Maler
- Fritz Hamer (1912–2004), deutscher Orchideenforscher
- Karl Wallenda (1905–1978), deutsch-amerikanischer Hochseilartist
- Walter Farley (1915–1989), Schriftsteller
- Ken Kavanaugh (1916–2007), American-Football-Spieler und -Trainer
- Otto Graham (1921–2003), American-Football-Spieler und -Trainer, Basketballspieler
- John Chamberlain (1927–2011), Künstler
- Jerry Springer (1944–2023), Showmaster
- Brian Johnson (* 1947), Sänger der Rockband AC/DC
- Stephen King (* 1947), Autor
- Oprah Winfrey (* 1954), Moderatorin (Zweitwohnsitz)
- Peter Kloeppel (* 1958), deutscher Ex-Fernsehmoderator und Journalist
- Monica Seles (* 1973), Tennisspielerin

### Musikbands
- Atheist, Death-Metal-Band
- Boyce Avenue, Rock-Band
- Crimson Glory, Metal-Band